# Franz Gall
Franz Joseph Gall (Tiefenbronn, Baden-Württemberg tartomány, 1758. március 9. – Montrouge, ma Hauts-de-Seine megye 1828. augusztus 22.), osztrák orvos, agykutató, anatómus. A frenológiai irányzat elindítója. Az általa megfogalmazott kranioszkópia elmélete szerint, az ún. „agyi dudorok” meghatározhatják az ember jellemvonásait.

## Életútja
Gall Tiefenbronn nevű faluban született egy gazdag gyapjúkereskedő családban. Családjának eredeti neve Gallo volt, ami olasz eredetű név. Apja a Fekete-erdő széli kis falu egyik kereskedője, és néha polgármestere is volt. Édesanyja, Anna Maria Billingerin és édesapja is katolikus hívők voltak. A Gall család közel száz évig a térség legmeghatározóbb családja volt.
A legenda szerint Franz már kisiskolás korában észrevette, hogy az egyik osztálytársának kigúvad az egyik szeme, viszont ennek a fiúnak rendkívül jó volt a helyesírása, és állítólag ezután kezdett el érdeklődni az agy iránt.
Mint a második legidősebb fiút a családban, egyházi pályára szánták, de ő inkább gyógyszerészetet szeretett volna tanulni a Strasbourgi Egyetemen (1777). Itt Johann Hermann (1738-1800) összehasonlító anatómia óráit hallgatta, aki az emberek és a majmok fizikai hasonlóságairól tartott előadásokat. 1781-ben Gall beiratkozott az orvosi egyetemre Bécsben, ahol a híres Maximilian Stoll (1742-1787) is oktatta. 1785-ben szerzett orvosi diplomát az egyetemen, és itt kezdte meg orvosi gyakorlatát is. 1790-ben nősült meg először. Nagyon jól ismert orvossá vált, akinek betegkörébe főleg gazdag arisztokraták tartoztak. 1794-ben visszautasította II. Ferenc német-római császár ajánlatát, hogy ő legyen a személyi orvosa.
Az 1800-as évek környékén megalkotta a kranioszkópiát. Ez egy olyan módszer, mely során a koponya külső formája, alakja alapján határozta meg az emberek személyiségét, valamint mentális és erkölcsi képességeit. Ez a koncepció helyesnek bizonyult, mikor Paul Broca 1861-ben bebizonyította, hogy a beszéd központ az agyban található. Később egyik követője, Johann Spurzheim a kranioszkópiát („cranium” koponyát jelent; „scopos” látást jelent) később frenológiára („phren” jelentése elme, értelem;  „logos” jelentése szó, külső forma) nevezte át. 
Gall elképzelései az agyi lokalizációt illetően forradalmiak voltak, így a vallási vezetők és néhány tudós ellene fordult. A római katolikus egyház a vallással ellentétes teóriaként tekintett Gall elméletére (vagyis az elmének, amit Isten teremtett, kell lennie egy fizikai helyének az agyban). A megalapozott tudomány is elítélte Gall ötleteit tudományos bizonyítékok hiánya miatt. Elméleteit II. Ferenc (Marie Antoinette testvére) bírósága sem találta elfogadhatónak. Ennek az elméleti ellentétnek köszönhetően lemondott Gall ausztriai tanári pályájáról. Gall 1805-ben elhagyta Ausztriát.
Ausztria után Németországban keresett tanári munkát, és végül Párizsban telepedett le. A forradalmi Franciaország volt Gall elméletei számára a legmegfelelőbb hely. Ennek ellenére I. Napóleon, az uralkodó császár és a Francia Intézet vezette tudományos közeg áltudománynak kiáltották ki Gall munkáját. Mindezek ellenére Gall biztosítani tudta egzisztenciális helyzetét szakterületén. Gall híressé vált, a párizsi értelmiségi körök befogadták. 1819-ben Gall teljes jogú francia állampolgár lett. Megpróbált felvételt nyerni a Francia Tudományos Akadémia tagjai közé, de Étienne Geoffroy Saint-Hilaire támogatása ellenére sem sikerült.
1823-ban Nagy-Britanniába ment azzal a szándékkal, hogy egy előadássorozatot tartson a londoni egyetemeken, itt azonban nem részesült meleg fogadtatásban, így feladta terveit. Visszament Párizsba és ott folytatta a tanítást. Miután első felesége 1825-ben meghalt, újra nősült és elvette Marie Anne Barbe-t.
Gall 1828. augusztus 22-én halt meg Montrouge-ban, Franciaországban. Bár kétszer is megnősült, nem volt törvényes leszármazottja. Halála után levágták a fejét és a több, mint 300 emberi koponyából, koponya-öntvényből álló gyűjteményében helyezték el. A koponyáinak gyűjteménye megtekinthető az ausztriai Rollet Múzeumban, ahol még ma is több rokona él. Bátyja leszármazottjai 1949-ig Németországban éltek.

## Orvosi munkássága
Gall míg az orvosi egyetemen tanult, kapcsolatot fedezett fel a külső fizikai megjelenés és a képességek között. Látta, hogy azoknak a kollégáinak, akik speciális nyelvi- vagy memória-képességekkel rendelkeztek, különbözött a koponyájuk alakja. Gall arra a következtetésre jutott, hogy a fizikai jellemzők és a tehetség összekapcsolódik, így elhatározta, hogy tovább vizsgálja elméletét.
Gall emberi és állati koponyákat gyűjtött, viaszmodelleket készített az agyakról, hogy az egyes fajok koponyájának vonalait vizsgálva meghatározza a jellemző viselkedésüket.
Gall „organológia”-nak és frenológiának (koponyatan) nevezte elméletét, de később átnevezték egyszerűen „az agy élettaná”-nak. Az agy boncolásának egy új technikáját dolgozta ki, amely során az agyat alulról vágta el, ellentétben más orvosokkal, akik felülről vágták az agyat. Ily módon Gall követni tudta az agytörzset felfelé az agyban, illetve a rostokat, amelyek az agy különböző területeire futottak. Felfedezte, hogy az agy nem csupán egy puha anyag, hanem neuron-kötegek alkotják. Azt állította, hogy különböző testi funkciók központjait fedezte fel, ahol a tényleges idegek a szürkeállományban vannak és a fehérállomány szolgáltatja a végrehajtó funkciót.
1796-ban egy másik elismert német anatómus, Samuel Thomas von Soemmerring (1755-1830) publikálta Über das Organ der Seele (A lélek szerve) című munkáját, melyben azt állította, hogy a „sensorium commune”, vagyis az emberi lélek az intraventrikuláris gerincvelői folyadékban található. Gall sosem szentelt kiemelkedő figyelmet a léleknek, de azt állította, hogy a pszichológiai jelenségek az agykéreg egyes területeihez köthetők. Az idegrendszer számos egymástól független közponból áll, amiket később feltérképezett és leírt. Ez volt az első tudományos kísérlet az agyi lokalizációk felderítésének terén.
Gall arra törekedett, hogy létrehozzon egy olyan határozott listát, amelyben leírja az agyi központokhoz tartozó emberi személyiségvonásokat és képességeket. Több ezer ember adatát gyűjtötte be, akik rendkívüli tehetséggel vagy más feltűnő tulajdonsággal rendelkeztek. Börtönökben, kórházakban, halottasházakban járt, és a bűnözők, mentális betegek, hírességek és tehetséges emberek koponyáját mérte meg. Kidolgozott egy koponyamérési módszert, amit kranioszkópiának nevezett el.
Gallt különösen érdekelték a börtönben fogvatartottak és a mentális betegek. Azt állította, hogy a bűnöző magatartás és a mentális betegségek veleszületett tulajdonságok és számszerűsíthetők, nem az erkölcstelenség eredménye. Javasolta, hogy a személyiségjellemzőket a bírósági ítéletnél vegyék számba, a büntetés önmagában nem elég ahhoz, hogy a bűnöző elme megváltozzon. Azt mondta, hogy a büntetőjogi eljárás teljes reformja szükséges ahhoz, hogy a bűnözők jövőbeli magatartása megváltozzon. Azt is állította, hogy a mentális betegségek oka organikus, nem pedig lelki eredetű.

### Gall elméletének négy tézise (1822)
- az erkölcsi és szellemi tulajdonságok veleszületettek;
- ezek működése organikus alapoktól függ;
- az agy az összes képesség, készség és érzés szerve („a lélek szerve”)
- az agy annyi részből tevődik össze, amennyi képesség, készség és érzés létezik.

### Az agy 27 régiója, "szerve" Gall szerint
1. Ösztönös szaporodás (a kisagyban lokalizálható)
2. utódok szeretete
3. szeretet, barátság
4. ösztönös önvédelem; bátorság; a harc képessége
5. ragadozó ösztön; a gyilkolás képessége
6. álnokság; ravaszság; leleményesség
7. a birtoklás érzése; az élelem raktározásának ösztöne (az állatok esetében); mohóság; a lopás képessége
8. büszkeség; gőg; tekintély elfogadása
9. hiúság, ambíció, a dicsőség szeretete
10. óvatosság; előrelátás
11. memória; tények megjegyzése; tanulékonyság; tökéletességre törekvés
12. a hely és tér érzékelése
13. az emberek megjegyzése és érzékelése
14. a szavak megjegyzése
15. a nyelv és a beszéd érzékelése
16. színérzékelés
17. a hangok érzékelése
18. a számok közötti kapcsolatok érzékelése
19. érzék a mechanikához és az építéshez
20. viszonylagos okosság
21. érzék a metafizikához
22. érzék a szatírához és a boszorkánysághoz
23. költői tehetség
24. kedvesség, jóakarat, szelídség, együttérzés, érzékenység, erkölcsi érzék
25. utánzás; mimika
26. a „vallás szerve”
27. a cél elérésének nehézsége; állhatatosság, a kitartás, konokság

## Gall hagyatéka
Gall teóriáit és a kranioszkópiát később követője, Johann Spurzheim átnevezte  frenológiára. Kezdetben a nagy nyilvánosság elítélte őket, mert az egyházzal szembekerültek. 1820 és 1840 között Európa-szerte és Amerikában is sokan foglalkoztak koponyatannal, így  a frenológia ezoterikus tudományként vált népszerűvé. Az emberek elkezdtek frenologistákat bérelni, mint ahogy asztrológusokat és tarot-kártyaolvasókat béreltek.
Gall frenológiai elméleteit és gyakorlatát végül Angliában ismerték el leginkább, ahol az uralkodó osztály ezt felhasználva bizonyította felsőbbrendűségét gyarmataival szemben. 1820 és 1950 között az Amerikai Egyesült Államokban is nagyon népszerűvé váltak Gall teóriái. Gall elméleteivel és munkájával való visszaélést (kisebbrendűség bizonyítsa) munkatársai szándékosan szorgalmazták, többek közt Johann Spurzheim is.
Később más kutatók, köztük Otto Weininger, megpróbálták továbbfejleszteni Gall elméleteit olyan módszerekkel, mint a karakterológia, de a frenológia vezérmotívuma túl egyszerűnek bizonyult. Gall, mióta a pszichológiai funkciókat lokalizálták az agyban, hitt abban, hogy egy egyén személyisége és képességei azonosíthatók lesznek a koponyájuk alakja alapján. A későbbi munkák azonban bebizonyították elméletének érvénytelenségét.
Gall nagyban hozzájárult az idegtudomány fejlődéséhez. Felismerte, hogy az érzelmek nem a szívben keletkeznek, hanem az agyban, és az agy bizonyos részei felelősek egyes érzelmek és cselekvések szabályozásáért. Akkoriban ezek forradalmi eszmék voltak. Gall elképzeléseivel szembeni ellenvetéseket összehasonlíthatjuk Kopernikusz elméletének ellenvetéseivel, miszerint a Föld forog a Nap körül. A Gall által megalkotott elmélet magasabb szinten összetettebb, mint azt ő gondolta volna valaha is. Gall elméletei nagy hatással voltak mind az olasz kriminalistára, Cesare Lombrosóra, mind az ő francia riválisára, Alexandre Lacassagne-re.

## Publikációi (válogatás)
- Gall, Franz J. 1791. Philosophisch-medicinische Untersuchungen über Natur und Kunst im gesunden und kranken Zustande des Menschen.
- Gall, Franz J. 1798. Schreiben über seinen bereits geendigten Prodromus über die Verrichtungen des Gehirns der Menschen und der Thiere an Herrn Jos. Fr. von Retzer'. Der neue Teutsche Merkur.
- Gall, Franz J. 1807. Beantwortung der Ackermann'schen Beurtheilung und Wiederlegung der Gall'schen Hirn- Schedel- und Organenlehre, vom Gesichtspuncte der Erfahrung aus. Von einigen Schülern des Dr. Gall und von ihm selbst berichtigt. Halle.
- Gall, Franz J. 1807. "Doktor Gall über Irrenanstalten." Allgemeine Zeitung, Vol. 10, No. 21, 81-83.
- Gall, Franz J. 1825. Sur les fonctions du cerveau et sur celles de chacune de ses parties. avec des observations sur la possibilité de reconnaitre les instincts, les penchans, les talens, ou les dispositions morales et intellectuelles des hommes et des animaux, par la configuration de leur cerveau et de leur tête (6 vols.). Paris: J. B. Baillière.
- Gall, Franz J. 1979. Franz Joseph Gall, 1758-1828, Naturforscher und Anthropologe: Ausgewählte Texte. H. Huber. ISBN 3456806922

## Kapcsolódó szócikk
- Frenológia

## Koponyatani ábrák

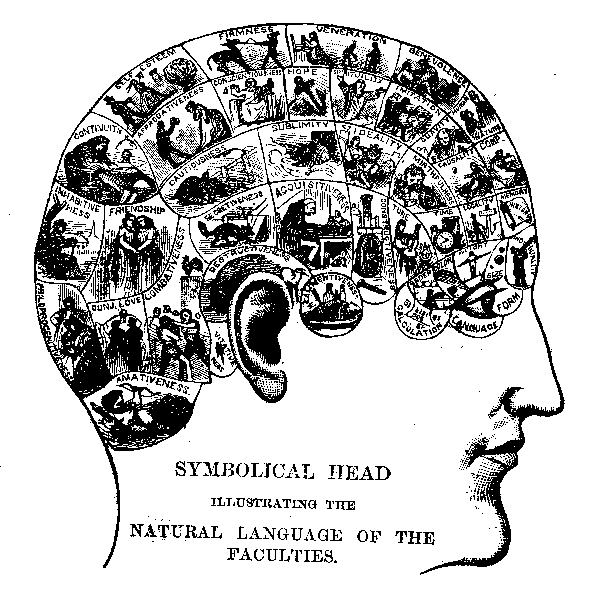
Fej szimbólumokkal
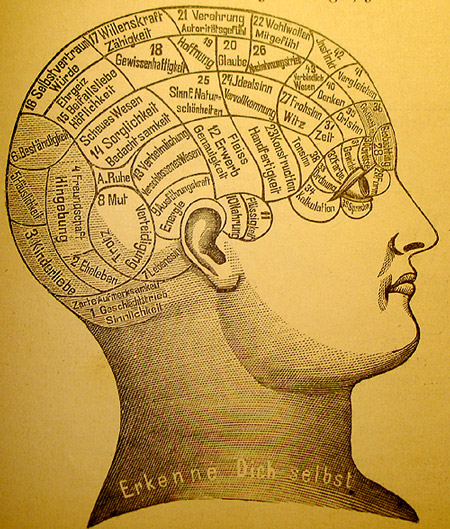
Franz Gall műveiből
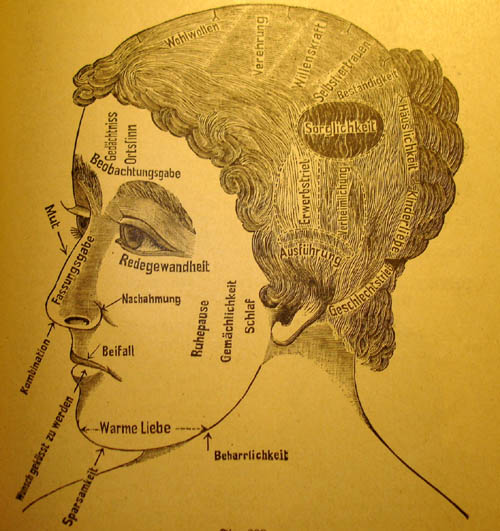
Franz Gall műveiből
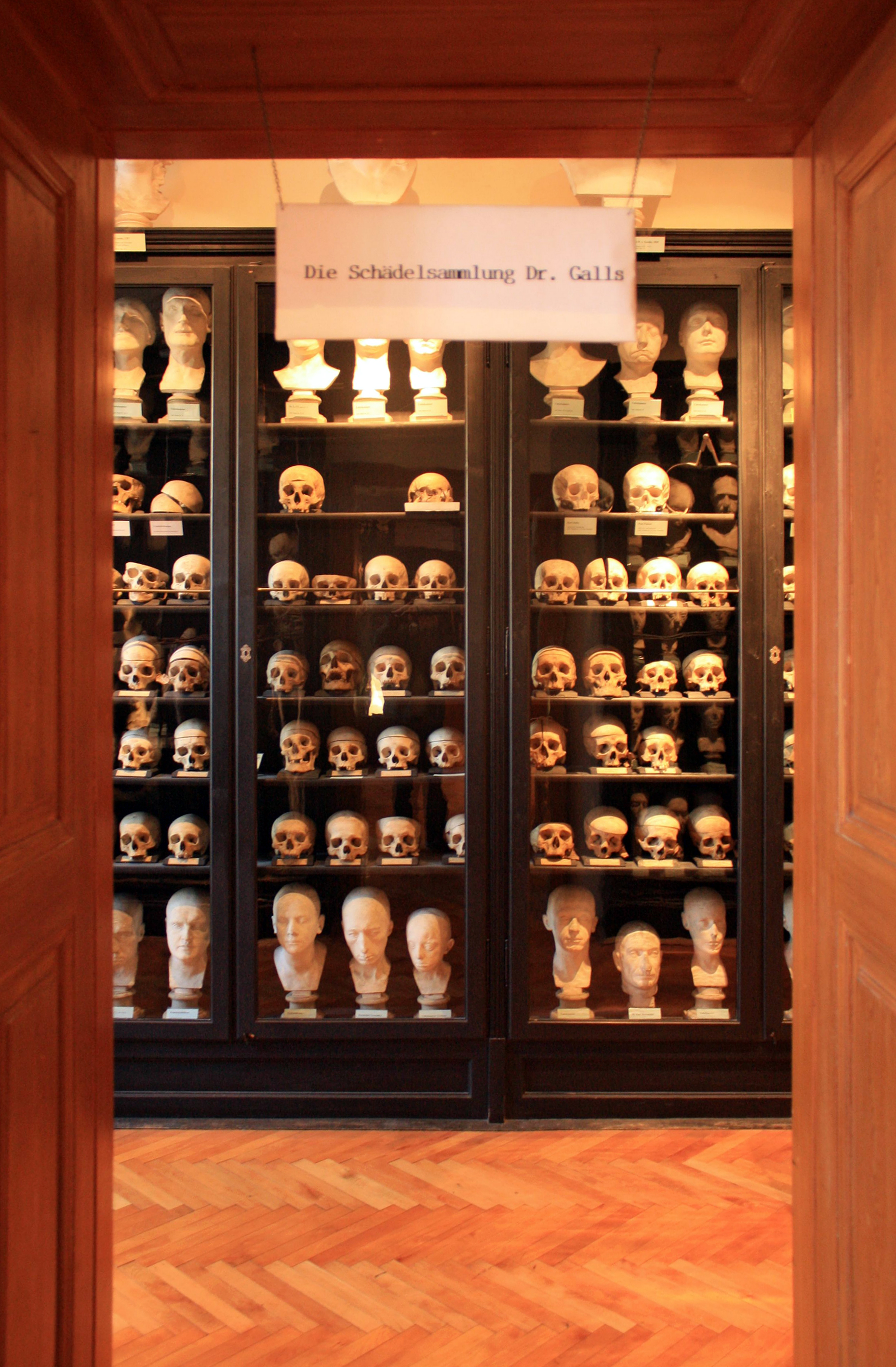
Franz Gall koponyagyűjteménye